# 千葉大学の人物一覧
千葉大学の人物一覧（ちばだいがくのじんぶついちらん）は、千葉大学に関係する人物の一覧記事。
※多くの卒業生・関係者が存在するためウィキペディア日本語版内に既に記事が存在する人物のみを記載する。

## 歴代学長
- 小林政一（第2代学長：1957年6月1日 - 1961年5月31日）
- 川喜田愛郎（第5代学長：1968年3月2日 - 1969年4月1日）
- 香月秀雄（第7代学長：1976年4月1日 - 1982年7月31日）
- 井出源四郎（第8代学長：1982年8月1日 - 1988年7月31日）
- 吉田亮（第9代学長：1988年8月1日 - 1994年7月31日）
- 丸山工作（第10代学長：1994年8月1日 - 1998年7月31日）
- 磯野可一（第11代学長：1998年8月1日 - 2005年3月31日）
- 古在豊樹（第12代学長：2005年4月1日 - 2008年3月31日）

## 著名な教職員

### 人文科学

#### 行動科学
- 一川誠（心理学者、文学部行動科学コース教授）
- 西阪仰（社会学者、文学部行動科学コース教授）
- 米村千代（社会学者、文学部行動科学コース教授）

#### 日本文化学
- 金田章宏（日本語学者、国際教育センター教授）
- 神戸和昭（言語学者、日本語学・江戸語、文学部日本文化学科助教授）
- 中川裕（言語学者、アイヌ語、文学部日本文化学科教授）

#### 国際言語文化学
- 加藤隆（聖書学者、文学部国際言語文化学科教授）
- 土田知則（フランス文学者、文学部国際言語文化学科教授）
- 御子柴道夫（ロシア文学者、文学部国際言語文化学科教授）

#### 歴史学
- 秋葉淳（歴史学者、オスマン帝国史）
- 小澤弘明（歴史学者、ハプスブルク帝国史）
- 栗田禎子（歴史学者、近現代エジプトスーダン史・日本中東学会会長）
- 趙景達（歴史学者、朝鮮近代史・近代日朝関係史）
- 保坂高殿（歴史学者、古代ローマ史）
- 三宅明正（歴史学者、日本近現代労働史）

### 社会科学

#### 法学
- 石井徹哉（刑法学・法経学部法学科教授）
- 嶋津格（法哲学・大学院専門法務研究科〈法科大学院〉教授）
- 橘幸信（国会職員、第17代衆議院法制局長、〈立法政策論〉助教授）
- 松村良之（法社会学・大学院専門法務研究科〈法科大学院〉講師）

#### 政治、政策学
- 石田憲（国際政治学、ファシズム研究・法政経学部教授）
- 金慧（政治哲学、政治思想・教育学部准教授）
- 倉阪秀史（環境政策学、環境経済学・法政経学部教授）
- 小林正弥（政治哲学、比較政治学・法政経学部教授・NHK『ハーバード白熱教室』解説者）
- 酒井啓子（国際政治学者・専門は中東政治、イラク政治・法政経学部教授・日本国際政治学会理事長）
- 関谷昇（政治学者・法政経学部准教授）
- 廣井良典（社会保障論・法政経学部教授・「定常型社会＝持続可能な福祉社会」を提唱）
- 松野弘（環境思想論/環境社会論、CSR論/「企業と社会」論・大学院人文社会科学研究科教授）
- 水島治郎（政治学・法政経学部教授）

#### 経営、経済学
- 大石亜希子（労働経済学・法政経学部教授）
- 中原秀登（経営学・法政経学部教授）

### 教育学
- 明石要一（教育社会学・教育学部教授）
- 佐藤宗子（児童文学、比較文学・教育学部教授）
- 藤川大祐（教育方法学・教育学部教授・企業教育研究会理事長、全国教室ディベート連盟理事長）
- 宮下一博（青年心理学者・教育学部教授）
- 山本純ノ介（現代音楽の作曲家・教育学部音楽科教授）

### 理学
- 新井敏康（数学者、論理学者・専門は数学基礎論・大学院理学研究科教授）

### 工学
- 伊藤智義（計算機学者・『栄光なき天才たち』の作者・工学部電子機械工学科教授）
- 大武美保子（「ふれあい共想法」の開発者でほのぼの研究所代表理事、大学院工学研究科准教授）
- 岡田哲史（建築家・大学院工学研究科准教授）
- 河原田秀夫（応用数理学会第11代会長・工学部教授）
- 北原理雄（日本の都市研究家・まちづくり専門家・大学院工学研究科教授）
- 栗生明（建築家・工学部建築系教授）
- 黒岩眞吾（計算機科学者・工学部情報画像学科）
- 野波健蔵（機械工学者・日本における無人航空機「ドローン」開発の第一人者、自律制御システム研究所創業者・元代表取締役CEO）
- 宮脇勝（都市研究者・工学部都市環境システム学科教授）
- 原昭夫（都市計画家、地域プランナー・工学部都市環境システム学科客員教授）

### 医学
- 伊豫雅臣（精神医学、日本脳科学会理事長）
- 丹沢秀樹（口腔外科学、日本口腔科学会理事長）
- 山田重行（公衆衛生学・健康科学・基礎看護学）

### 園芸学
- 池邊このみ（園芸学者・園芸学部教授）
- 木下剛（園芸学者・園芸学部准教授）
- 斎藤修（経済学者・大学院教授）
- 三谷徹（ランドスケープアーキテクト、園芸学部教授）
- 古谷勝則（大学院園芸学研究科・園芸学部教授）

## 名誉教授・元教授

### 人文科学
- 飯田隆（哲学者）
- 大室幹雄（歴史人類学者・平成16年度芸術選奨受賞）
- 大山正（心理学者、元文理学部教授・東京大学名誉教授）
- 木内信敬（比較文学者・専門はアメリカ文学・日本におけるジプシー研究のさきがけ）
- 木下豊房（比較文学者・専門はロシア文学・国際ドストエフスキー学会 (IDS) 副会長）
- 田島正樹（哲学者・倫理学者）
- 土屋俊（哲学者）
- 栃木孝惟（日本文学者）
- 中野卓（社会学者）
- 永井均（哲学者・倫理学者）
- 中村光男（文化人類学者）
- 服部幸雄（歌舞伎研究家）
- 原田敬一（アメリカ文学者・戦後のヘミングウェイ研究をリード・人文学部から文学部への改組に尽力）
- 林田遼右（文学者・専門は、フランス文学）
- 三浦佑之（日本文学者、専門は古代文学・伝承文学）
- 三宅晶子（ドイツ文学者、千葉大学名誉教授）
- 御子柴道夫（ロシア文学者・元外国語センター教授）
- 南塚信吾（歴史学者・元千葉大学副学長。専門は、ハンガリー史）
- 若桑みどり（美術史学者・専門は、西洋美術史、表象文化史、ジェンダー史、ジェンダー文化論）

### 社会科学
- 秋元英一（経済学者・千葉大学名誉教授・専門はアメリカ経済史）
- 岩間昭道（憲法学者・千葉大学名誉教授）
- 植木哲（民法学者・千葉大学名誉教授）
- 江守五夫（社会学者、法学者・瑞宝中綬章受勲）
- 尾吹善人（憲法学・千葉大学名誉教授）
- 嶋津格（法哲学・千葉大学名誉教授・元日本法哲学会理事長・元日本学術会議会員）
- 鈴木庸夫（行政法・千葉大学名誉教授・シドニー大学名誉客員教授・元国立国会図書館事務文書開示審査会会長）
- 新藤宗幸（行政学・千葉大学名誉教授・元後藤・安田記念東京都市研究所理事長・元日本行政学会理事長）

### 教育学
- 明石要一（教育社会学・教育学部教授）
- 坂本昇一（千葉大学名誉教授・学校五日制の提唱者 ）
- 清水馨八郎（都市学者・千葉大学名誉教授・都市と交通研究で長く都市学会をリード・勲三等旭日中綬章）
- 多湖輝（心理学者・「頭の体操」シリーズ・東京未来大学名誉学長・元教育学部教授）
- 水野修孝（作曲家・元教育学部教授）

### 理学
- 沼田眞（生態学者・千葉大学名誉教授、元千葉県立中央博物館館長、弟は元千葉県知事の沼田武）

### 工学
- 小原二郎（人間工学、住宅産業、木材工学者・日本建築学会賞大賞受賞・元工学部教授）
- 立本英機（元工学部教授）
- 島倉信（元大学院自然科学研究科長・工学部教授）
- 柘植喜治（デザイナー、元大学院工学研究科都市環境システム学科教授）

### 医学
- 守屋秀繁（第14代横綱審議委員会委員長）
- 山本修一[1]（副学長、千葉大学医学部附属病院病院長）

### 看護学
- 杉森みど里（看護学・元看護学部教授）

### 園芸学
- 鏡保之助（土壌学者・元園芸学校校長）
- 本郷高徳（林学者・園芸学校教授）
- 浅野二郎（造園家・元園芸学部教授）
- 池ノ上容（造園家・元園芸学部教授）
- 小寺駿吉（造園家・元園芸学部教授）
- 白井彦衛（造園家・元園芸学部教授）
- 本多侔（造園学者・元園芸学部教授）
- 横山光雄（造園学者・元園芸学部教授、東大名誉教授）
- 丸田頼一（造園学者・元園芸学部教授）
- 斎藤一雄（造園学者・元園芸学部教授）
- 木下勇（造園学者、都市計画学者・千葉大学名誉教授、元大学院自然科学研究科園芸学専攻教授）

## 著名な出身者

### 研究、教育

#### 人文科学

##### 文学
- 青柳隆志（国文学者・東京成徳大学教授・ディズニーのミッキーマウス専属声優）
- 植月惠一郎（英文学者・日本大学芸術学部教授）
- 江田孝臣（アメリカ文学者・早稲田大学文学学術院教授）
- 北原次郎太（文化人類学者・北海道大学アイヌ・先住民研究センター准教授）
- 高木昌史（ドイツ文学者、成城大学名誉教授。グリム兄弟、伝承文学などが専門）
- 高山利弘（国文学者・群馬大学社会情報学部教授・人文学部人文学科国文学専攻卒業）
- 竹内清己（国文学者・東洋大学名誉教授・文理学部卒業）
- 畑中佳樹（アメリカ文学者、映画評論家・東京学芸大学教授）
- 波戸岡景太（アメリカ文学者・明治大学理工学研究科教授）

##### 言語学
- 奥田統己（アイヌ研究者・札幌学院大学人文学部教授・大学院人文科学研究科修士課程修了）
- 篠崎晃一（方言学者・東京女子大学現代教養学部教授・「出身地鑑定方言チャート」製作指導者）
- 鈴木右文（英語学者・九州大学大学院言語文化研究院准教授）
- 田島伸悟（英語学者・英語辞書『クラウン』などの改訂を行う。）
- 西嶋義憲（社会言語学者、ドイツ語学者・金沢大学人間社会研究域経済学経営学系教授）
- 吉野利弘（英語学者・立教大学名誉教授）

##### 哲学
- 青山拓央（哲学者・京都大学大学院人間・環境学研究科准教授）
- 柴田正良（哲学者・金沢大学大学院人間社会環境研究科教授）
- 関修（現代思想学者・明治大学法学部非常勤講師・「嵐のPVをみる授業」で話題となった。）
- 田坂さつき（古代ギリシア哲学者・立正大学文学部哲学科教授）
- 田中さをり（高校生からの哲学雑誌『哲楽』編集人・MIDアカデミックプロモーションズ代表取締役）
- 中村隆文（哲学者・神奈川大学国際日本学部教授）
- 藤村龍雄（哲学者・東京水産大学名誉教授）
- 山田耕太（キリスト教学者・敬和学園大学副学長）

##### 心理学
- 市原茂（心理学者・首都大学東京名誉教授）
- 長田雅喜（社会心理学者・名古屋大学名誉教授・勲瑞宝中授章・叙正四位）
- 椎名健（心理学者・筑波大学名誉教授・専門は知覚・実験心理学）
- 島宗理（心理学者・法政大学文学部心理学科教授）
- 鈴木光太郎（実験心理学者・新潟大学人文学部教授）
- 髙橋あつ子（教育心理学者・早稲田大学大学院教育学研究科教授・臨床心理士）
- 増野肇（精神病理学者・ルーテル学院大学名誉教授・元日本心理学会理事長・文理学部英米文学科卒）
- 三星宗雄（色彩心理学者・神奈川大学人間科学部人間科学科教授）
- 野口薫 （ゲシュタルト心理学者・千葉大学名誉教授）
- 杉若弘子（心理学者・同志社大学心理学部教授）
- 和氣洋美（知覚心理学者・神奈川大学名誉教授・視科学研究所元所長）

##### 社会学
- 今西一男（社会学者・福島大学行政政策学類准教授）
- 浦達雄（地理学者・大阪観光大学観光学部長、教授）
- 土屋葉（社会学者・愛知大学文学部教授）
- 富川力道（ブフ選手、大相撲研究家・日本ウェルネススポーツ大学准教授）
- 長谷川一（メディア論研究者・明治学院大学文学部芸術学科准教授）
- 南田勝也（社会学者・武蔵大学教授）
- ポーリン・ケント（社会学者・龍谷大学国際文化学部長）

##### 史学
- 秋山晋吾（東欧中欧史研究者・一橋大学教授・東欧史研究会委員長）
- 川名登（経済史学者・千葉経済大学名誉教授・文理学部史学科日本史学専攻卒業）
- 北原次郎太（アイヌ史研究者・北海道大学准教授）
- 永田雄三（歴史学者・元明治大学文学部教授）
- 藤田覚（日本近世史学者・東京大学名誉教授・歴史学研究会委員長）
- 森田喜久男（日本史学者・淑徳大学人文学部教授）
- 俵木悟（民俗学者・成城大学教授）

#### 社会科学

##### 法学
- 工藤祐巌（民法学者・明治大学大学院法務研究科教授、法務省司法試験考査委員）
- 田中幸弘（民法学者・新潟大学法学部教授）
- 楢崎みどり（国際法学者・中央大学法学部教授）
- 丸谷浩介（社会保障法学者・九州大学大学院法学研究院教授、福岡地方最低賃金審議会会長、日本学術会議会員）

##### 政治・政策学
- 池本美香（少子化が専門の研究者・日本総合研究所調査部主任研究員）
- 鹿嶋敬（ジェンダー研究者・実践女子大学人間社会学部教授・ワークライフバランス推進会議代表幹事）
- 関谷昇（政治学者・千葉大学法政経学部准教授）
- 高木安雄（政治学者・専門は医療保障・慶應義塾大学大学院健康マネジメント研究科委員長、教授）

##### 経済学
- 浅見淳之（農業経済学者・京都大学大学院農学研究科教授・地域農林経済学会会長・日本農業経済学会会長）
- 飯塚信夫（経済学者・神奈川大学経済学部教授）
- 井上義朗（経済学者・中央大学商学部教授）
- 岩﨑一郎（経済学者・一橋大学経済研究所教授）
- 大本圭野（経済学者・元東京経済大学経済学部教授）
- 田端克至（経済学者・愛知大学経済学部教授）
- 渡辺和則（経済学者・二松學舍大学国際政治経済学部教授。第14代二松學舍大学学長）

##### 経営、会計学
- 朝野熙彦（経営学者・専門はマーケティング・サイエンス・首都大学東京教授）
- 市川紀子（会計学者・駿河台大学准教授）
- 城戸康彰（経営学者・産業能率大学経営学部教授・経営行動科学学会元会長）
- 永見尊（会計学者・慶應義塾大学商学部教授・公認会計士試験委員）
- 藤井保紀（経営学者・静岡産業大学特任教授・米国公認会計士）
- 藤村修三（経営学者・東京工業大学大学院イノベーションマネジメント研究科教授・工学部物理学科卒）
- 松井隆幸（会計学者・青山学院大学大学院会計プロフェッション研究科教授、NECネッツエスアイ社外取締役）

#### 教育学

##### 国語
- 鈴木慶子（書道教育者・長崎大学教授・書育推進協議会専務理事、事務局長）
- 土屋秀宇（教育者・日本漢字教育振興協會元理事長）
- 飛田多喜雄（国語教育学者・元成蹊大学文学部教授・千葉県師範学校卒）
- 松本仁志（書写教育研究家・広島大学教育学部大学院教育学研究科准教授）

##### 算数・数学
- 小林敢治郎（数学教育者・植草学園大学発達教育学部発達支援教育学科教授）
- 横山験也（教育文化研究者、算数ソフト開発者・さくら社代表取締役社長）

##### 英語
- 竹蓋幸生（英語教育学者・千葉大学名誉教授・瑞宝中綬章受章）
- 椿まゆみ（英語学者・文京学院大学外国語学部教授、同大学こども英語教育センターセンター長）

##### 理科
- 左巻健男（教育学者・法政大学教職課程センター教授教授、専門分野は理科教育など）
- 中村日出夫（教育者・JAXA宇宙教育センターセンター長・全国中学校理科教育研究会顧問）

##### 体育・芸術
- 根本正雄（教育者・根本体育の提唱者）
- 佐治薫子（音楽教育者・千葉県少年少女オーケストラ音楽監督・千葉県文化功労表彰）
- 橋本光明（美術教育者・信州大学名誉教授・長野県信濃美術館・東山魁夷館館長）
- 一鍬田徹（美術教育者、彫刻家・広島大学大学院教育学研究科造形芸術教育学講座彫刻研究室准教授）

##### その他
- 上杉賢士（教育者・日本PBL研究所理事長・元千葉大学大学院教育学研究科教授）
- 遠藤芳信（教育学者・北海道教育大学教授）
- 小松光一（農業教育者・大地を守る会、宮城県角田市農業振興公社顧問
- 田川伸一郎（教育者・フリーの「スクールバンドサポーター」）
- 宅香菜子（心理学者・オークランド大学心理学部アシスタントプロフェッサー）
- 野口芳宏（教育者・植草学園大学発達教育学部名誉教授・千葉県教育委員会委員長職務代理者）
- 樋口直宏（教育学者・筑波大学人間系教育学域）
- 王智新（教育学者・神戸大学非常勤講師・中日料理文化大学設置委員会事務局長・千葉大学大学院教育学研究科）
- 矢野浩二朗（情報学者・教育工学者、元ケンブリッジ大学ペンブルックカレッジシニアリサーチフェロー・大阪工業大学情報科学部教授）

#### 工学

##### 建築
- 桑木野幸司（日本の建築美学者、大阪大学栄誉教授、日本学術振興会賞、地中海学会ヘレンド賞、サントリー学芸賞）
- 下間久美子（文化財学者、國學院大學観光まちづくり学部教授、元文化庁文化財調査官）
- 園田眞理子（建築学者・明治大学理工学部建築学科教授・建築学科卒）

##### デザイン
- 石井守（カーデザイナー、SUBARUデザイン部長）[2]
- 黒木靖夫(元・ソニー取締役副社長・クリエイティブ本部長)
- 笠井統太（インテリアデザイナー）
- 坂本鐵司（静岡文化芸術大学デザイン学部教授、生産造形学科学科長・ユニバーサルデザイン研究）
- 佐々木和郎（東京工科大学メディア学部教授・テレビ美術デザイナー）
- 杉山和雄（景観デザイン・千葉大学教授）
- 豊口協（工業デザイナー・元東京造形大学学長、元長岡造形大学学長）
- 永井由佳里（情報学者・北陸先端科学技術大学院大学副学長・日本創造学会会長・日本学術会議会員）
- 松岡由幸（デザイン科学・慶應義塾大学名誉教授）

##### その他
- 坂田俊文（東海大学教授・宇宙航空研究開発機構技術参与）
- 末松征比古（元三井石油化学工業ポリマー市場開発センター所長、元プラスチック成形加工学会会長）
- 髙野公男（東北芸術工科大学名誉教授、元地域安全学会会長）
- 古山俊一（シンセサイザー研究者、尚美学園大学教授）
- 水谷惟恭（東京工業大学名誉教授、元東京工業高等専門学校長、元嘉悦学園理事長、元日本セラミックス協会副会長）
- 吉崎航（ロボット研究者・ロボット制御ソフトウェア「V-Sido」製作者）
- 宮下芳明（ヒューマンコンピュータインタラクション研究者、明治大学総合数理学部教授）
- 柳澤章（機械工学者、学校法人日本工業大学理事長、株式会社日工テクノ代表取締役）

#### 理学

##### 化学
- 藤田誠（化学者・東京大学工学系研究科応用化学専攻教授）
- 山野井慶徳（化学研究者・東京大学大学院理学系研究科化学専攻准教授）

##### 生物学
- 大澤雅彦（生態学者・マラヤ大学教授）
- 神﨑護（生態学者・京都大学名誉教授・日本熱帯生態学会会長）
- 笹川千尋（細菌学者・東京大学名誉教授・元日本細菌学会理事長）
- 中静透（森林生態学者・森林研究・整備機構理事長、元京都大学教授、第一回みどりの学術賞受賞・生物学科卒）
- 西田治文（植物学者・中央大学理工学部教授・生物学科卒）
- 花里孝幸（生物学者・信州大学教授）
- 町田泰則（分子生物学者・名古屋大学教授）
- 松田良一（発生生物学者・東京大学名誉教授・国際生物学オリンピック議長）
- 吉田正人（生態学者・筑波大学大学院人間総合科学研究科教授・国際自然保護連合日本委員会会長・生物学科卒）
- 吉村仁（生物学者・静岡大学大学院創造科学技術研究部環境サイエンス部門部門長・生物学科卒）

##### 物理学
- 新井朝雄（数理物理学者・北海道大学大学院理学研究院数学部門教授・物理学科卒）
- 天羽優子（物理学者・山形大学准教授・物理学科卒）
- 道脇綾子（物理学者・東京外国語大学名誉教授・教育学部卒）

##### 地学
- 青木栄一（地理学者・東京学芸大学名誉教授・元歴史地理学会会長・専門は文化地理学、交通地理学）
- 宍倉正展（地震学者・産業技術総合研究所海溝型地震履歴研究グループ長）
- 篠原雅尚（地震学者・東京大学地震研究所教授、防災科学技術研究所技術統括）
- 加藤晋平（考古学者、元筑波大学教授）
- 高木秀雄（地質学者、早稲田大学教授、元日本地質学会副会長）

##### 数学
- 江森英世（数学者・群馬大学教育学部准教授）
- 佐藤宏孝（数学者・元東京外国語大学准教授）
- 水藤寛（数学者・岡山大学大学院環境生命科学研究科教授・物理学科卒）
- 脇克志（数理科学者・山形大学理学部数理科学科教授）

#### 医学
- 赤堀四郎（生化学者・元大阪大学総長・元理化学研究所理事長・文化勲章・元日本学士院会員・日本学士院賞）
- 石川哮（医学者・熊本大学名誉教授・日本アレルギー学会元理事長）
- 市川平三郎（医学者・国立がんセンター名誉院長・旧制千葉医科大学卒）
- 伊藤順一郎（医師・精神科医）
- 大塚明彦（医学者・精神科医・東京歯科大学教授・医学部卒業）
- 奥村康（免疫学者・順天堂大学名誉教授・免疫学の国際的権威）
- 小倉保己（歯学者、医学者、薬学者・元石巻専修大学学長・東北大学名誉教授・旧制千葉医科大学卒業）
- 小俣政男（医学者・東京大学名誉教授・医学部卒業）
- 加瀬川均（医師・心臓弁膜症手術の第一人者）
- 加納六郎（医学者・東京医科歯科大学元学長・日本衛生動物学会元会長）
- 唐澤祥人（医師・[第17代日本医師会会長）
- 川崎富作（小児科医）
- 鈴木守（医学者・群馬大学元学長・上武大学元学長）
- 吉川武彦（精神科医）
- 窪田金次郎（解剖学者・東京医科歯科大学名誉教授・日本咀嚼学会元会長）
- 計見一雄（精神医学者）
- 近藤克則（社会福祉学者・主著に『健康格差社会』・日本福祉大学教授）
- 蔡篤俊（台湾の医師・蔡内科クリニック院長）
- 崎山比早子（元放射線医学総合研究所主任研究官・東京電力福島原子力発電所事故調査委員会委員）
- 佐藤伊吉（口腔外科学者・千葉大学名誉教授）
- 白壁彦夫（医師・旧制千葉医科大学卒業）
- 杉田昭栄（「カラス博士」・宇都宮大学農学部教授）
- 竹中星郎（老年精神医学者・大正大学教授、臨床心理学科長）
- 田尻敢（医学者、皮膚科医）
- 多田富雄（免疫学者・東京大学名誉教授）
- 丹沢秀樹（歯科医師、日本口腔科学会理事長）
- 出沢明（整形外科医。帝京大学医学部教授、同大学付属溝口病院医師）
- 寺澤捷年（医師・和漢診療学の創始者・医学部医学科卒業）
- 土肥美智子（スポーツ医学者・国立スポーツ科学センタースポーツ医学研究部副主任研究員）
- 永田一郎（医師・防衛医科大学校名誉教授）
- 長濱善夫（医学者・眼科医・旧制千葉医科大学卒業）
- 中村清吾（医師）
- 中山恒明（外科医・外科医学者・千葉大学名誉教授・旧制千葉医科大学卒業）
- 西谷三四郎（精神医学者・東京教育大学名誉教授・旧制千葉医科大学卒業）
- 野田文隆（精神科医・大正大学名誉教授）
- 林信雄（医学者、放射線による内科的診断、放射線医学の先駆者）
- 深尾立（外科医・筑波大学教授）
- 守屋秀繁（医学者・第14代横綱審議委員会委員長）
- 竜崇正（医師・千葉県がんセンター千葉県がんセンター前センター長・医学部卒業）
- 山崎章郎（医師、文筆家・『病院で死ぬということ』で日本エッセイストクラブ賞受賞）
- 山崎修道（医学者、国立感染症研究所所長）
- 山中大介（美容皮膚科医）
- 済陽高穂（医師・千葉大学医学部臨床教授）

#### 看護学
- 井上智子（看護学者・元国立看護大学校校長）
- 齋藤ゆみ（看護学者・元京都大学大学院医学研究科教授）
- 澤田愛子（看護学者・富山医科薬科大学医学部看護学科教授）
- 鈴木千智（看護学者・静岡県立大学看護学部准教授）
- 三國久美（看護学者・北海道医療大学看護福祉学部看護学科長）
- 山田律子（看護学者・北海道医療大学看護福祉学部看護学科教授）

#### 薬学
- 橋爪檳榔子（医師、文筆家・元明治薬科大学教授）
- 望月眞弓（薬学者・慶應義塾大学名誉教授・第25期日本学術会議副会長・住友ファーマ監査役）
- 山崎真巳（薬学者・千葉大学植物分子科学研究センター長・教授・日本学術会議会員）

#### 園芸学
- 青葉高（元山形大学農学部教授、元千葉大学園芸学部教授・在来作物研究の先駆者）
- 赤坂信（園芸学者、千葉大学園芸学部教授）
- 飯島亮（造園家、元千葉大学園芸学部教授）
- 池邊このみ（千葉大学園芸学部教授）
- 斎藤馨（造園学者、東京大学名誉教授、日本造園学会田村剛賞）
- 坂本新太郎（大阪芸術大学教授）
- 板木利隆（農学者、元神奈川県農業総合研究所長）
- 高橋五郎（中国研究農学者・愛知大学現代中国学部教授）
- 竹田直樹（景観学者・兵庫県立大学大学院緑環境景観マネジメント研究科准教授・淡路景観園芸学校）
- 田代順孝（造園学者、千葉大学名誉教授、元日本造園学会会長、日本造園学会賞）
- 田畑貞寿（造園家・上野学園大学教授・園芸学部名誉教授）
- 俵浩三（景観学者、林学者・専修大学北海道短期大学名誉教授・上原敬二賞受賞）
- 西村進（園芸学者・育種学者・政治家）
- 長谷川浩己（ランドスケープアーキテクト、武蔵野美術大学特任教授、日本建築学会賞、グッドデザイン賞）
- 藤原宣夫（造園学者、環境学者。大阪府立大学教授）
- 福富久夫（造園家・元園芸学部教授・日本大学教授）
- 藤井英二郎（造園家・元園芸学部教授）
- 富士原和宏（農業工学者、東京大学教授、日本農業気象学会会長）
- 古谷勝則（千葉大学大学院園芸学研究科・園芸学部教授）
- 森歓之助（造園家、元園芸学部教授）
- 槇村久子（造園学、女性学、環境学、墓地。京都女子大学現代社会学部教授）
- 三沢彰（造園家、元園芸学部教授）
- 宮城俊作（ランドスケープアーキテクト、東京大学教授）
- 光谷拓実（考古学者・奈良文化財研究所客員研究員・年輪年代測定法の第一人者）
- 向山玉雄（園芸学者、元奈良教育大学教授、元奈良教育大学附属中学校長、元日本農業教育学会会長）
- 油井正昭（造園学者、千葉大学名誉教授。江戸川大学国立公園研究所客員教授）
- 吉村純一（ランドスケープアーキテクト・多摩美術大学美術学部環境デザイン学科教授）

### 政治

#### 現職国会議員
- 青木愛（立憲民主党参議院議員・大学院教育学研究科博士前期課程修了）
- 田村憲久（自由民主党衆議院議員・第16、23代厚生労働大臣）

#### 元国会議員
- 石母田達（元衆議院議員・元日本共産党名誉幹部会顧問）
- 伊藤昌弘（元衆議院議員・千葉医科大学附属薬学専門部卒）
- 糸久八重子（元参議院議員）
- 江口一雄（元衆議院議員）
- 加瀬完（第14代参議院副議長）
- 金瀬俊雄（元衆議院議員・千葉師範学校卒）
- 久野恒一（元参議院議員・元厚生労働大臣政務官・医学部卒）
- 小泉親司（元参議院議員）
- 高橋一郎（元衆議院議員、元国土交通副大臣、中退）
- 辻一彦（元衆議院議員、元参議院議員）
- 三須精一（元貴族院男爵議員）
- 森田豊寿（元衆議院議員、元参議院議員]）
- 渡邉健（元衆議院議員）
- 木戸口英司（前参議院議員）

#### 現地方自治体首長・議員
- 大石賢吾（第20代長崎県知事・大学院医学研究院博士課程修了）
- 城戸陽二（新潟県妙高市長）
- 島田穣一（茨城県小美玉市長）
- 北村新司（千葉県八街市長）
- 石坂わたる（東京都中野区議会議員）
- 庄司中（山形県大石田町長）
- 鶴羽佳子（北海道議会議員、元北海道放送アナウンサー）

#### 元地方自治体首長・議員
- 伊藤吉和（元広島県府中市長）
- 神谷良平（元千葉市長）
- 鈴木洋邦（元千葉県君津市長）
- 福田武隼（元栃木県真岡市長）
- 村上与市（元山形県東田川郡藤島町（現：鶴岡市）町長）
- 渡貫博孝（元千葉県佐倉市長）

### 行政
- 伊藤宏幸（元外務省在ミュンヘン日本国総領事館領事、元特許庁審査第一部意匠審査長、大阪工業大学知的財産専門職大学院教授）
- 植野正明（元東京都副知事、元東京ファッションタウン代表取締役社長、元全国信用保証協会連合会会長）
- 上野雄一（元東京都技監、元東京都都市整備局長、豊島区副区長、東京都職員信用組合理事長）
- 蔵屋美香（横浜美術館館長、倫雅美術奨励賞）
- 黒田大三郎（環境省参与、元環境省自然環境局長、元環境省大臣官房審議官）
- 谷修一（厚生省健康政策局長、全国社会保険協会連合会副理事長、国際医療福祉大学学長）
- 土居利光（恩賜上野動物園元園長）
- 林謙治（厚生労働省国立保健医療科学院名誉院長、日本産前産後ケア・子育て支援学会理事長、松本賞）
- 前田信弘（元東京都副知事、首都高速道路代表取締役社長、元東京臨海ホールディングス代表取締役社長）
- 矢岡俊樹（元東京都港湾局長、東京都公園協会理事長、元東京マラソン財団副理事長）
- 矢島鉄也（元厚生労働省健康局長、元厚生労働省大臣官房技術総括審議官、日本健康・栄養食品協会理事長）
- 吉川伸治（元神奈川県副知事、元神奈川県内広域水道企業団企業長、神奈川県立病院機構理事長）

### 法曹
- 秋武憲一（元仙台家庭裁判所長、山梨学院大学大学院法務研究科特任教授）
- 岩出誠（弁護士・ロア・ユナイテッド法律事務所代表パートナー、千葉大学客員教授）
- 高橋裕樹（弁護士、アトム市川船橋法律事務所代表弁護士、YouTuber）

### 経済

#### 不動産・インフラ
- 大澤雅章（千葉都市モノレール元代表取締役社長）
- 大極司（ルノー・ジャポン代表取締役社長）
- 高瀨伸利（西松建設代表取締役社長）
- 田鎖郁男（エヌ・シー・エヌ創業者・代表取締役、MUJIHOUSE専務取締役）
- 中村光男（日建設計代表取締役会長・2006年日本建築大賞受賞）

#### 小売・流通
- 岡田賢二（伊藤忠エネクス代表取締役社長、伊藤忠商事元代表取締役）
- 佐野一男（伊勢屋元代表取締役）

#### メーカー・製造
- 大沼邦彦（日立ビルシステム代表取締役社長・日立製作所代表執行役副社長・日本品質管理学会会長、デミング賞本賞・大学院工学研究科修了）
- 大橋芳雄（共同印刷社長・東京高等工芸学校卒）
- 岡田直樹（フジクラ代表取締役社長）
- 小柴満信（JSR名誉会長・元代表取締役社長、経済同友会副代表幹事）
- 後藤卓也（元花王代表取締役社長、元同社代表取締役会長、日本マーケティング協会会長）
- 沢村嘉一（元凸版印刷代表取締役社長・東京高等工芸学校卒）
- 大内脩吉（元日本農薬代表取締役社長、元同社代表取締役会長、元同社相談役・園芸卒）
- 福原信三（資生堂初代社長・写真家）
- 高橋秀明（日立金属代表取締役社長・日立製作所代表執行役副社長・日本電線工業会会長・大学院工学研究科修了）
- 戸田雄三（富士フイルムホールディングス取締役最高技術責任者兼富士フイルム取締役副社長・初代再生医療イノベーションフォーラム会長）
- 中村晃一郎（自動車事故対策機構理事長、日立コンシューマ・マーケティング代表取締役社長、日立製作所理事[3]などを歴任）
- 桝村聡（高砂香料工業代表取締役社長）
- 松尾昭英（明星食品代表取締役社長、日本即席食品工業協会理事長）
- 松谷貫司（マニー会長）

#### 医療・製薬
- 田村廿三郎（イチジク製薬設立者、初代社長・「イチジク浣腸」の考案者）
- 藤井康男（龍角散元社長）
- 宮入近治（ミヤリサン製薬設立者、初代社長）

#### IT・情報・コンサルティング
- 安徳孝平（enish創業者・代表取締役社長）
- 黒木靖夫（ソニー元代表取締役・「SONY」ロゴマークをデザイン・ウォークマン生みの親）
- 小松永門（マウスコンピューター代表取締役）
- 佐藤輝幸（かっぺ代表取締役、78会理事）
- 田中弦（Unipos創業者・代表取締役CEO）
- 田中俊輔（sMedio創業者・元代表取締役社長）
- 並木昭憲（MS&Consulting創業者・代表取締役社長）
- 前多俊宏（エムティーアイ創業者・代表取締役社長）

#### マスコミ
- 徳島高義（講談社元常務取締役・『群像』元編集長）
- 萩原博（千葉日報社代表取締役社長）
- 渡辺雅隆（朝日新聞社代表取締役社長）

#### エンターテイメント
- 大矢敏行（代々木アニメーション学院創業者）
- 中山隼雄（AQインタラクティブ創業者、元セガ・エンタープライゼス社長、元パソナ会長）
- 山内章弘（東宝映画社長・『トリック』シリーズのプロデューサー）

#### 銀行
- 藤澤貴之（みちのく銀行代表取締役頭取）

#### NPO・社会活動
- 村瀬誠（実業家、環境活動家・天水研究所代表取締役・「ロレックス賞」準入賞）
- 渡辺由美子（キッズドア設立者・代表理事）

#### その他
- 馬養雅子（ファイナンシャルプランナー）

### 芸能・芸術

#### アナウンサー
- 石井智 - 元TBSアナウンサー
- 梅中悠介 - フリーアナウンサー・法経学部卒業
- 小野浩慈 - フリーアナウンサー、元ニッポン放送・フジテレビアナウンサー
- 叶内文子 - フリーアナウンサー・証券アナリスト、元ラジオたんぱ（現在のラジオNIKKEI）アナウンサー
- 仮屋未来 - 岩手朝日テレビアナウンサー、2018年度ミス千葉大学コンテストグランプリ
- 木下愛季子 - NHK千葉放送局キャスター、元チューリップテレビアナウンサー
- 木場弘子 - 千葉大学客員教授、フリーアナウンサー、元TBSアナウンサー
- 来栖正之 - 毎日放送アナウンサー
- 小林美幸 - 元テレビ静岡アナウンサー
- 近藤美矩 - TBSラジオニュースデスク・元TBSアナウンサー
- 佐藤泉 - フリーアナウンサー、元ラジオNIKKEIアナウンサー
- 末田倫子 - フリーアナウンサー、元山陽放送アナウンサー
- 菅谷大介 - 日本テレビアナウンサー
- 谷元星奈 - 関西テレビ放送アナウンサー、2014年度ミス千葉大学コンテストグランプリ
- 田村浩平 - 中京テレビアナウンサー
- 徳永千帆子 - 元IBC岩手放送・熊本朝日放送アナウンサー、元フリーアナウンサー
- 友成由紀 - 長崎放送アナウンサー
- 長岡一也 - 競馬ジャーナリスト・フリーアナウンサー、元日本短波放送アナウンサー
- 中澤麗華 - フリーアナウンサー、元テレビ岩手アナウンサー
- 中島静佳 - フリーアナウンサー・元札幌テレビアナウンサー
- 西川順一 - NHKアナウンサー
- 西田百合子 - 元テレビ朝日アナウンサー
- 庭野ほのか - 札幌テレビアナウンサー、2019年度ミス千葉大学コンテストファイナリスト
- 繁田美貴 - テレビ東京アナウンサー
- 福島睦 - 山陰中央テレビジョン放送アナウンサー
- 堀若菜 - NHK釧路放送局キャスター
- 前田朱由 - 元NHK契約キャスター
- 宮本麗美 - 元テレビ岩手アナウンサー、2015年度ミス千葉大学コンテストグランプリ
- 松村満美子 - フリーアナウンサー、元NHKアナウンサー、腎臓サポート協会理事長
- 森下花音 - 岡山放送アナウンサー、2019年度ミス千葉大学コンテストグランプリ
- 山田香菜子 - フリーアナウンサー、元山口朝日放送・テレビ埼玉アナウンサー
- 結城亮二 - 元TVQ九州放送アナウンサー

#### お笑い芸人
- アートテラー・とに〜（アートテラー・元お笑い芸人）
- 大久保佳代子（お笑い芸人・オアシズ）
- 岸英明（お笑い芸人）
- タカユ機01（お笑い芸人・特撮ヒーロー芸人）
- 都留拓也（お笑い芸人・ラパルフェ）

#### タレント・俳優・舞台
- 暁玲華（スピリチュアリスト、古神道家）
- 江戸川じゅん兵（俳優・ダンサー・振付師）
- 河合薫（気象予報士）
- 菊池亜希子（モデル、女優・工学部都市環境システム学科卒）
- 工藤和馬（俳優・劇団東京乾電池所属）
- 白井剛（舞踏家、振付家・工学部工業意匠学科卒）
- 白柏寿大（モデル、俳優）
- 関根翔太（舞台俳優・演劇集団キャラメルボックス所属）
- 武虎（声優・工学部卒業）
- 谷一歩（タレント・女優）
- 近内仁子（女優・劇団青い鳥所属）
- 戸田愛子（ミュージカル俳優）
- 栃谷善太郎（俳優）
- 西本ひろ子（元女優）
- 萩尾みどり（俳優）
- 原田真理（劇団四季所属のミュージカル俳優）
- 藤山晃太郎（マジシャン・「手妻」を生業とする奇術師）
- 堀越陽子（女優）
- 桝谷裕（俳優）
- 茂木淳一（タレント・ナレーション・台詞コーディネイト・司会など）
- 森下真樹（舞踏家）
- 芦芳生（中華人民共和国の俳優）
- 渡部和正（俳優・萩本企画）

#### スポーツ
- 稲垣正夫（元プロ野球選手・東映フライヤーズ）
- 岡田遼（総合格闘家・修斗第11代世界バンタム級王者）
- 佐野太河（独立リーグ野球選手・火の国サラマンダーズ）
- 尺野将太（バスケットボール指導者・広島ドラゴンフライズヘッドコーチ）
- 高橋範夫（元サッカー選手・ベガルタ仙台GKコーチ）
- 津口竜一（元社会人野球選手）
- 野本安啓（元サッカー選手・アルビレックス新潟レディースコーチ）
- 廣山望（元サッカー日本代表・ジェフユナイテッド市原などに在籍・教育学部中退）

#### 作家
- 芦沢央（小説家・第3回野性時代フロンティア文学賞受賞）
- 浮穴みみ（小説家・第30回小説推理新人賞受賞）
- 海堂尊（作家、医師・代表作に『チーム・バチスタの栄光』、『ジェネラル・ルージュの凱旋』など）
- 柏原兵三（芥川賞作家・医学部中退）
- 北重人（作家、造園家・第140回直木賞候補）
- 子安秀明（小説家、脚本家・『GJ部』『アキカン』構成、『ゆるゆり』『ラブライブ!』脚本）
- 斉藤詠一（推理作家、第64回江戸川乱歩賞受賞）
- 佐藤ちあき（少女小説家）
- 澤村修治（評伝作家）
- 式貴士（SF作家、官能小説家、占星術師）
- 辻村深月（直木賞作家・代表作に『冷たい校舎の時は止まる』『鍵のない夢を見る』など・教育学部卒）
- 角田喜久雄（小説家・伝奇小説で活躍・代表作に『高木家の惨劇』など・東京高等工芸学校卒）
- 似鳥鶏（小説家、推理作家・代表作に『戦力外捜査官』など）
- 葉山修平（作家、詩人・第43回直木賞候補）
- 藤枝静男（小説家）
- 藤野千夜（芥川賞作家）
- 矢玉四郎（児童文学作家・『はれときどきぶた』作者・工学部工業意匠学科卒）
- 和佐田道子（作家・大学院文学研究科修士課程修了）
- 山口健（小説家・伊豆文学賞佳作、銀華文学賞歴史小説奨励賞受賞。教育学部卒）

#### 翻訳
- 頼明珠（台湾の女性翻訳家・村上春樹の繁体字翻訳など）

#### 歌人・俳人・詩人
- 秋葉四郎（歌人・日本歌人クラブ会長）
- 伊藤白潮（俳人・教育学部卒）
- 浦川聡子（俳人、編集者・現代俳句協会新人賞受賞）
- 川野里子（歌人・第15回若山牧水賞受賞）
- 橋本榮治（俳人・第19回俳人協会新人賞・文理学部卒）
- 尾世川正明（詩人・第25回富田砕花賞・医学部卒）

#### 評論・ジャーナリスト
- 藍原寛子（医療ジャーナリスト）
- 市瀬英俊（スポーツライター・法経学部卒）
- ケロッピー前田（ジャーナリスト）
- 境野米子（生活評論家、薬剤師・薬学部卒）
- 坂崎重盛（エッセイスト・園芸学部卒）
- 鈴木一之（株式アナリスト）
- 千葉匠（自動車評論家）
- 徳島高義（自動車評論家・群像元編集長・講談社元常務取締役）
- 古沢保（フリーライター）
- 本多勝一（ジャーナリスト・薬学部卒）
- 元川悦子（サッカージャーナリスト）
- 森由民（動物園ライター）
- 渡辺雄二（科学ジャーナリスト・『買ってはいけない』共著・工学部合成化学科卒）

#### 漫画・イラスト
- 柏木ハルコ（漫画家・代表作に『健康で文化的な最低限度の生活』など）
- かとうひろし（漫画家・KFSマンガ専科インストラクター・代表作に『仮面ライダーSD 疾風伝説』など）
- キドジロウ（漫画家）
- コンタロウ（漫画家・代表作に『1・2のアッホ!!』など）
- JohnHathway（芸術家、イラストレーター、同人作家、メディアアーティスト。代表作に真空管ドールズなど）
- スカイエマ（イラストレーター・代表作に『スイッチを押すとき』の表紙など）
- 鈴木由美子（漫画家・代表作に『白鳥麗子でございます!』など・教育学部卒）
- ととねみぎ（漫画家・代表作に『ねこきっさ』など）
- 中島諭宇樹（漫画家・代表作に『デジモンクロスウォーズ』など）
- 夏目義徳（漫画家・代表作に『トガリ』『クロザクロ』など）
- はやのん（「理系漫画家」）
- 法田恵（漫画家・イラストレーター）
- 前谷惟光（漫画家・代表作に『ロボット三等兵』」シリーズなど。）
- 御米椎（漫画家・代表作に『宇宙課々付エヴァ・レディ』など・工学部電子工学科卒）
- 東風実花（漫画家、イラストレーター）
- やなせたかし（漫画家・アンパンマン生みの親）

#### アニメーション
- 石井俊匡（アニメーション監督）
- 岩崎良明（アニメ監督・『ラブひな』監督）
- 太田賢司（テレビ朝日のプロデューサー・『クレヨンしんちゃん』をヒット番組にした功労者。）
- ギャルマト・ボグダン（東映アニメーションプロデューサー・『暴れん坊力士!!松太郎』など）
- 佐々木忍（アニメーション演出家）
- 真島理一郎（映像作家、アニメーション監督・スキージャンプ・ペア実行委員会会長）

#### ゲーム
- 遠藤雅伸（「ゲームの神様」・ゲームスタジオ創業者・元代表取締役 ・日本デジタルゲーム学会会長　「ゼビウス」「ドルアーガの塔」等を手がける）
- 小笠原賢一（コーエーテクモゲームス執行役員・『三國無双』『信長の野望』のプロデューサー）
- 丹沢悠一（スクウェア・エニックスのプロデューサー・『LORD of VERMILION III』など）
- 吉岡直人（CEDEC元運営委員長）

#### 映画・ドラマ・脚本
- 阿久根巌（日本映画の美術監督）
- 浅野辰雄（映画監督・『アナタハン』の脚本を共同執筆・中退）
- 井手俊郎（脚本家・『青い山脈』の脚本・東京高等工芸学校卒）
- 荻上直子（映画監督・代表作に『かもめ食堂』『トイレット』など。）
- 折田至（映画監督、テレビプロデューサー・仮面ライダーシリーズなどをプロデュース）
- 岸本卓（脚本家・『うさぎドロップシリーズ構成』）
- 児玉高志（映画監督・平成ウルトラマンシリーズなどでメガホン）
- 杉紀彦（放送作家、作詞家・文理学部卒業）
- 塚原あゆ子（演出家、ドラマプロデューサー・代表作にグランメゾン東京など）
- 近藤俊明（テレビドラマ作品の監督、脚本家・テレビドラマ相棒などの監督）
- 長谷川公之（脚本家、美術評論家・『警視庁物語』シリーズや『七人の刑事』などの脚本）
- 村木与四郎（日本映画の美術監督、第9代日本映画・テレビ美術監督協会理事長）

#### 伝統芸能
- 桂歌之助（落語家）
- 古今亭今いち（落語家）
- 春風亭吉好（落語家）
- 桂右女助（落語家）
- 桂福枝（落語家）
- 玉川太福（浪曲師）

#### 歌手・バンド・奏者
- 馬渡松子（シンガーソングライター）
- 神永大輔（尺八奏者）
- 杉山圭一（シンセサイザー奏者）
- 藤田浩司（ドラマー、ピアニスト、作曲家、プロデューサー）
- 松尾貴臣（シンガーソングライター）
- 彌勒忠史（声楽家・2013年芸術選奨文部科学大臣新人賞受賞）
- 宮崎賀乃子（チェンバロ奏者）
- 結香（歌手）
- Reina（シンガーソングライター）

#### 作曲・作詞・指揮
- 大野木宜幸（ゲームミュージック「ギャラガ」「マッピー」等の作曲）
- 黒川和伸（合唱指揮者）
- 斎藤信夫（童謡作詞家・「里の秋」の作詞）
- 佐々木朋子（作曲家）
- 刀根康尚（前衛芸術家、音楽家・アルス・エレクトロニカ金賞受賞）
- 野井洋児（作曲家、編曲家、キーボーディスト・BoA、浜崎あゆみなどに楽曲提供）
- 松前公高（作曲家・「おしりかじり虫」共作、「キルミーのベイベー!」作曲者・中退）
- 水田直志（作曲家・『ファイナルファンタジーシリーズ』に登場する曲のアレンジなどを担当）
- 水野修孝（作曲家・千葉大学名誉教授）
- 山田一法（ゲームミュージック作曲家、作詞家・『バイオハザード』などを手掛ける）
- 山中直治（作曲家、「かごめかごめ」を採譜して全国に広める）

#### 広告・デザイン
- 石井守（工業デザイナー、SUBARUデザイン部長）
- 黒木靖夫・(ソニー取締役副社長・クリエイティブ本部長・ウォークマン開発プロジェクトリーダー)
- 石橋忠人（プロダクトデザイナー）
- 伊藤憲治（グラフィックデザイナー・代表作にCANONのロゴマークなど。旧制東京高等工芸学校卒）
- 宇田川信学（工業デザイナー・代表作にニューヨーク市地下鉄R142A電車など。工学部工業意匠学科卒）
- 大垣友紀惠（デザイナー、ADK・アートディレクター）
- 大橋正（グラフィックデザイナー・代表作にキッコーマンの広告など。旧制東京高等工芸学校卒）
- 兼子真也（アートディレクター、グラフィックデザイナー・E.ART.H代表）
- クドウナオヤ（広告クリエイター、CMプランナー）
- 剣持勇（インテリアデザイナー・代表作に「スタッキング・チェア」など）
- 小泉智貴（ファッションデザイナー・TOMO KOIZUMI(トモコイズミ)設立）
- 坂根進（アートディレクター）
- 佐々木和郎（美術デザイナー、東京工科大学教授）
- 澄川伸一（プロダクトデザイナー、大阪芸術大学教授、 レッド・ドット・デザイン賞）
- 高畑正幸（文具王、『TVチャンピオン』「文房具通選手権」3連続優勝・工学部工業意匠学科卒）
- 富谷龍一（自動車技術者・工業デザイナー・画家・日本自動車殿堂入り・旧制東京高等工芸学校卒）
- 根津孝太（デザイナー、クリエイティブコミュニケーター・工学部工業意匠学科卒）
- 盛口満（フリーライター、イラストレーター・理学部生物科卒業）
- 森谷延雄（家具デザイナー、インテリアデザイナー・国の重要文化財の室内装飾）
- 山口正城（画家、グラフィックデザイナー）
- 渡辺力（プロダクトデザイナー・代表作に「ポール時計」など。旧制東京高等工芸学校卒）

#### 建築
- 泉幸甫（建築家・日本大学生産工学部建築工学科教授）
- 江尻憲泰（構造家・江尻建築構造設計事務所主宰・2009年グッドデザイン賞受賞）
- 小倉亮子（建築家・2005年グッドデザイン賞受賞）
- 中谷正人（建築ジャーナリスト・中谷ネットワークス代表取締役・『新建築』元編集長）
- 松本哲夫（建築家、インテリアデザイナー・剣持デザイン研究所代表取締役）
- 柳雅夫（建築家）
- 川西康之（建築家、デザイナー・代表作にWEST EXPRESS 銀河など。イチバンセン代表取締役）

#### 園芸・造園
- 上野泰（造園家、ランドスケープアーキテクト）
- 鈴木昌道（造園家、ランドスケープアーキテクト）
- 小形研三（造園家、作庭家）
- 田瀬理夫（造園家、ランドスケープデザイナー）
- 富山昌克（園芸研究家）
- 笛木坦（造園家）
- 中澤一夫（造園技師・大阪府・茨木市・浜松市など）
- 沼達賢一（造園技師・元住宅公団技師）
- 樋渡達也（造園技師・元東京都公園緑地部長）
- 平田匡宏（造園技師・元札幌市環境局長）
- 松田隆作（園芸研究家）
- 三橋一也（造園家、作庭家）

#### 写真・画像
- 秋元啓一（カメラマン・開高健とベトナム戦争取材）
- 荒木経惟（写真家・アラーキー）
- 石田昌隆（写真家・ミュージシャンの写真）
- 大束元（カメラマン・元全日本写真連盟事務局長）
- 大山顕（写真家、フリーライター・住宅都市整理公団・日本ジャンクション公団総裁、日本高架下建築協会協会長）
- 掛川源一郎（写真家・第7回東川賞特別賞受賞）
- 影山光洋（報道写真家・記録写真の鬼）
- 白鳥真太郎（広告写真家・日本広告写真家協会現会長）
- 白山眞理（写真評論家、写真批評家）
- 高橋邦典（写真家・第9回日本絵本賞大賞・中退）
- 伊達淳一（カメラマン、フリーライター）
- 田中雅夫（写真家・「日本カメラ」元編集長）
- 舘石昭（水中写真家・水中写真、水中撮影というジャンルを開拓）
- 豊田芳州（写真家・英国王立写真協会日本支部元理事長）
- 長尾靖（写真家・日本人初のピューリッツァー賞受賞）
- 中村正也（写真家・第3代日本広告写真家協会会長）
- 板東寛司（猫写真家「キャトグラファー」）
- 藤吉隆雄（カメラマン・2013年4月現在、アルジャジーラで働いたことがあるたった一人の日本人）
- 堀光治（写真家・第58回全国写真展覧会内閣総理大臣賞受賞）
- 増田賢一（写真家）
- 丸岡勇夫（プログラマ・日本を代表する画像処理ソフトウェアプログラマ・工学部大学院修士課程修了）
- 山田一仁（写真家・FC岐阜オフィシャルフォトグラファー）
- 吉岡専造（カメラマン・吉田茂や昭和天皇の写真を撮影）

#### 絵画・彫刻・工芸
- 會田雄亮（陶芸家・東北芸術工科大学名誉教授）
- 池田三四郎（木工家・松本民芸家具創始者）
- 風間完（挿絵画家・朝の連続テレビ小説「おはなはん」のタイトル画）
- 櫻井慶治（洋画家）
- 篠崎輝夫（洋画家・光風会常務理事、日展評議員などを歴任）
- 鈴田照次（染織家・人間国宝であり、染織家である鈴田滋人の父）
- 田中拓馬（画家・日本テレビおしゃれイズムの背景絵を製作・中退）
- 中ザワヒデキ（美術家・医学部卒業）
- 中里太郎右衛門（陶芸家・旭日中綬章受章・佐賀県重要無形文化財認定）
- 本郷新（彫刻家・勲三等瑞宝章受章）
- 山内壮夫（彫刻家・新制作協会彫刻部創立会員）
- 蔵屋美香（キュレーター）

### その他
- 浅見真紀（プロ雀士）
- 大庭美夏（元女流棋士）
- 坂本献一（宗教家、牧師）